# Asukai Gayū

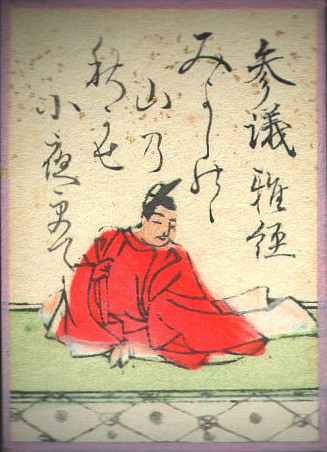
Imagen que representa el Hyakunin Isshu, un estilo de antología tradicional de compilación de la poesía japonesa waka.

Asukai Gayū también conocido como Asukai Masaari (飛鳥井 雅有?  1241 – 20 de febrero de 1301) fue un noble y poeta del período Kamakura. Vivió en Kamakura y ocupó una alta posición en el Shogunato  (幕府 bakufu?). Ochenta y seis de sus poemas están representados en la colección oficial Shokukokin Wakashū (続古今和歌集?). También tiene una colección personal   (隣女和歌集 rinjo wakashū?).